# Melithaea thomsoni
Melithaea thomsoni är en korallart som först beskrevs av Hjalmar Broch 1916.  Melithaea thomsoni ingår i släktet Melithaea och familjen Melithaeidae. Inga underarter finns listade i Catalogue of Life.